# Corfitz Beck-Friis (1909–1972)
Corfitz Ludvig Sixten Beck-Friis, född den 5 augusti 1909 i Ystad, död den 24 november 1972 i Lugano, Tessin, Schweiz, var en svensk greve och godsägare. Han var son till Corfitz Beck-Friis och dotterson till Sixten Lewenhaupt.

## Biografi
Beck-Friis avlade studentexamen vid Lundsbergs skola 1928 och juris kandidatexamen vid Uppsala universitet 1935. Han var attaché i Utrikesdepartementet 1936–1940. Beck-Friis var innehavare av fideikommissegendomen (grevskapet) Börringekloster från 1940. Han var friherre till dess att han blev greve vid sin fars död 1940.